# 0187
0187 è il prefisso telefonico del distretto di La Spezia, appartenente al compartimento di Genova.
Il distretto comprende la provincia della Spezia e 12 dei 17 comuni della provincia di Massa e Carrara. Confina con i distretti di Rapallo (0185) a ovest, di Fornovo di Taro (0525) e di Parma (0521) a nord, di Reggio nell'Emilia (0522) a nord-est e di Massa (0585) a est.

## Aree locali e comuni
Il distretto della Spezia comprende 44 comuni compresi nelle 4 aree locali di Aulla (ex settori di Aulla e Pontremoli), La Spezia, Levanto (ex settori di Borghetto di Vara, Levanto e Varese Ligure) e Sarzana. I comuni compresi nel distretto sono: Ameglia, Arcola, Aulla (MS), Bagnone (MS), Beverino, Bolano, Bonassola, Borghetto di Vara, Brugnato, Calice al Cornoviglio, Carro, Carrodano, Castelnuovo Magra, Comano (MS), Deiva Marina, Filattiera (MS), Follo, Fosdinovo (MS), Framura, La Spezia, Lerici, Levanto, Licciana Nardi (MS), Luni, Maissana, Monterosso al Mare, Mulazzo (MS), Pignone, Podenzana (MS), Pontremoli (MS), Portovenere, Riccò del Golfo di Spezia, Riomaggiore, Rocchetta di Vara, Santo Stefano di Magra, Sarzana, Sesta Godano, Tresana (MS), Varese Ligure, Vernazza, Vezzano Ligure, Villafranca in Lunigiana (MS), Zeri (MS) e Zignago .